# A Fővárosi Állat- és Növénykert Bivalyháza
A Bivalyház vagy Bölényház a budapesti Fővárosi Állat- és Növénykert egyik ismert épülete.

## Története
Az eredeti Bivalyházat Kós Károly és Zrumeczky Dezső tervezte, 1909–1912 között épült fel. Pusztán alapozásánál használtak követ, egyébként a kalotaszegi, figyelőtoronnyal ellátott kisnemesi házat formáló épület kizárólag fából épült. Elnevezése ellenére leginkább bölényeket tartottak benne.
1944-ben a bombázások során megsemmisült, helyén egy sebtében összetákolt Szarvasmarhaházat húztak fel, amit később a Bölényházra cseréltek le. Ez 1963–1964 között, Kéri Gyula és Bognár Ferenc – az új Zsiráfház alkotói – tervei alapján szocialista realista stílusban készült. Jellegzetes díszítőeleme volt az őskori barlangrajzokra utaló bölényábrázolás a homlokzatán. Szélesszájú orrszarvúk bemutatóhelye volt, majd vörös bivalyok, vízibivalyok, varacskosdisznók éltek itt, az emeleten pedig irodák működtek.
A szomszédos Zsiráfházhoz hasonlóan az új Bölényházat fél évszázadon át használták, azonban a 2000-es évek elejére állapota leromlott, és felmerült felújításának gondolata. A múzeum vezetősége végül úgy döntött, hogy elbontják, és eredeti rajzok, tervek és fényképek alapján újra felépítik a Kós-féle régi Bölényházat. Ez 2010-ben meg is történt. 
A tervezők amellett, hogy ügyeltek az új épület Kós–Zrumeczky-féle megjelenésére, figyelembe vették az újabb állattartási követelményeket, a korszerű technológiákat. Két szintű állattartó teret alakítottak ki. Az épület lakói napjainkban vörös bivalyok, bölények, ecsetfülű disznók, rózsás flamingók és közönséges törpemongúzok.

## Képtár

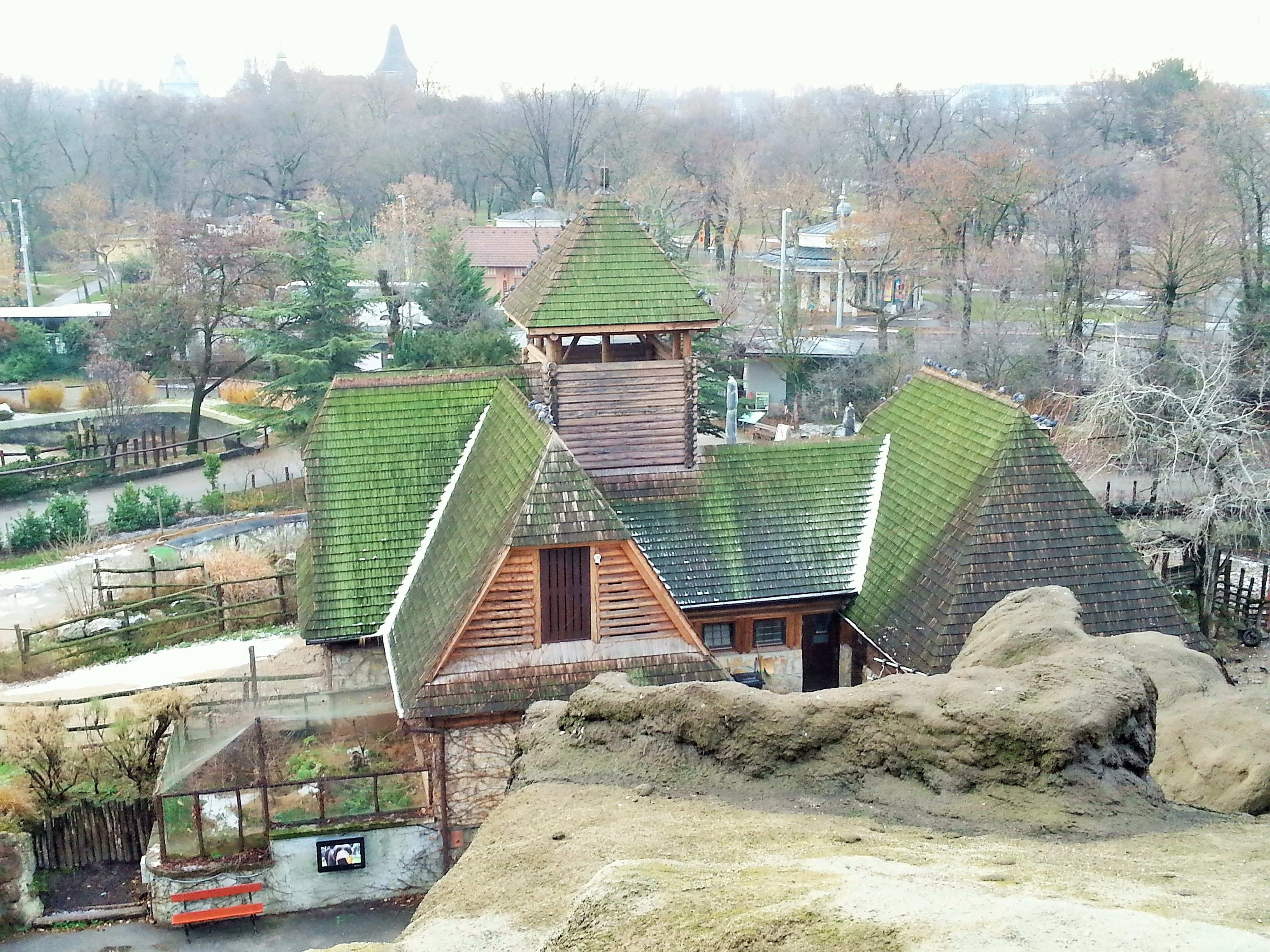
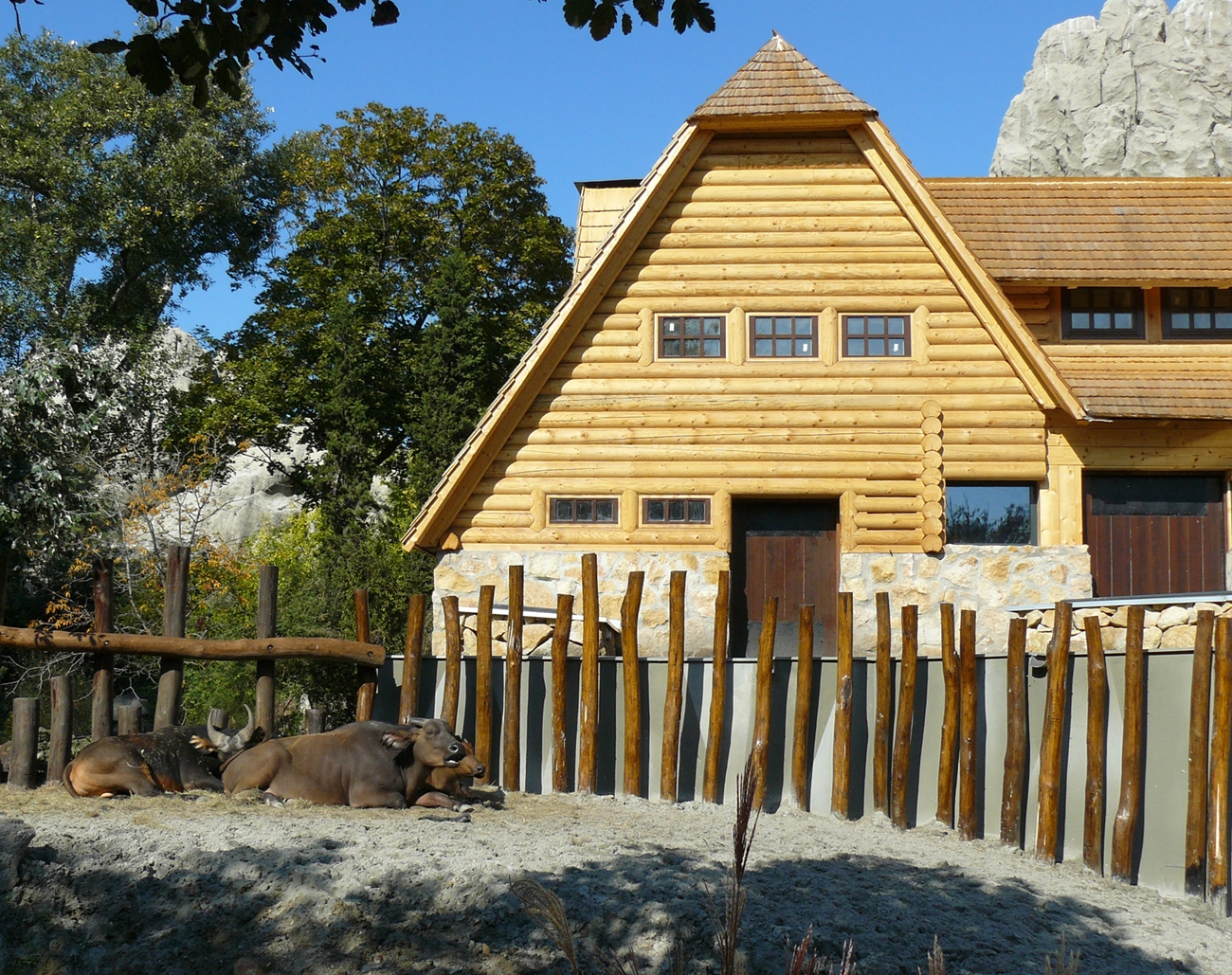
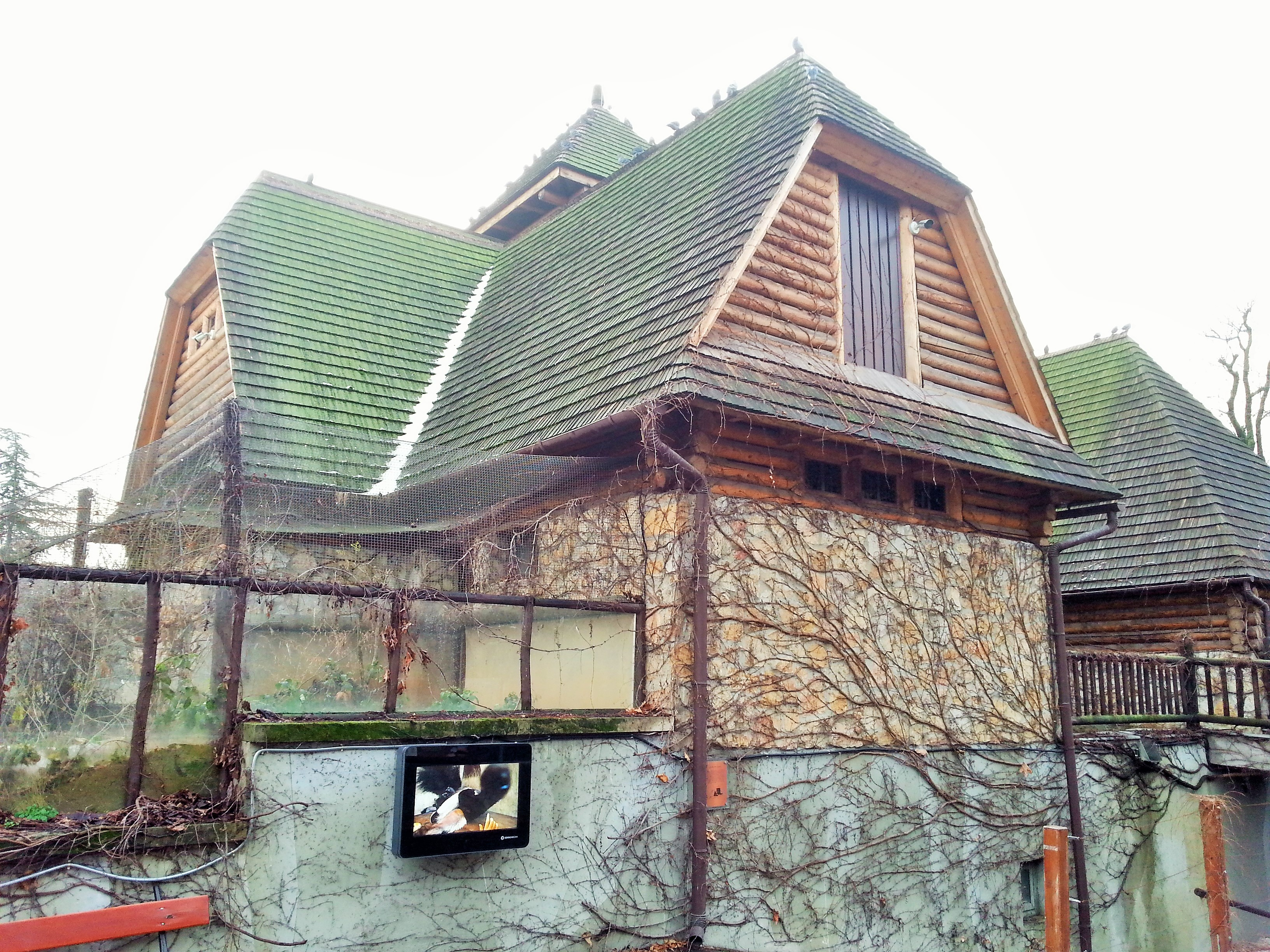
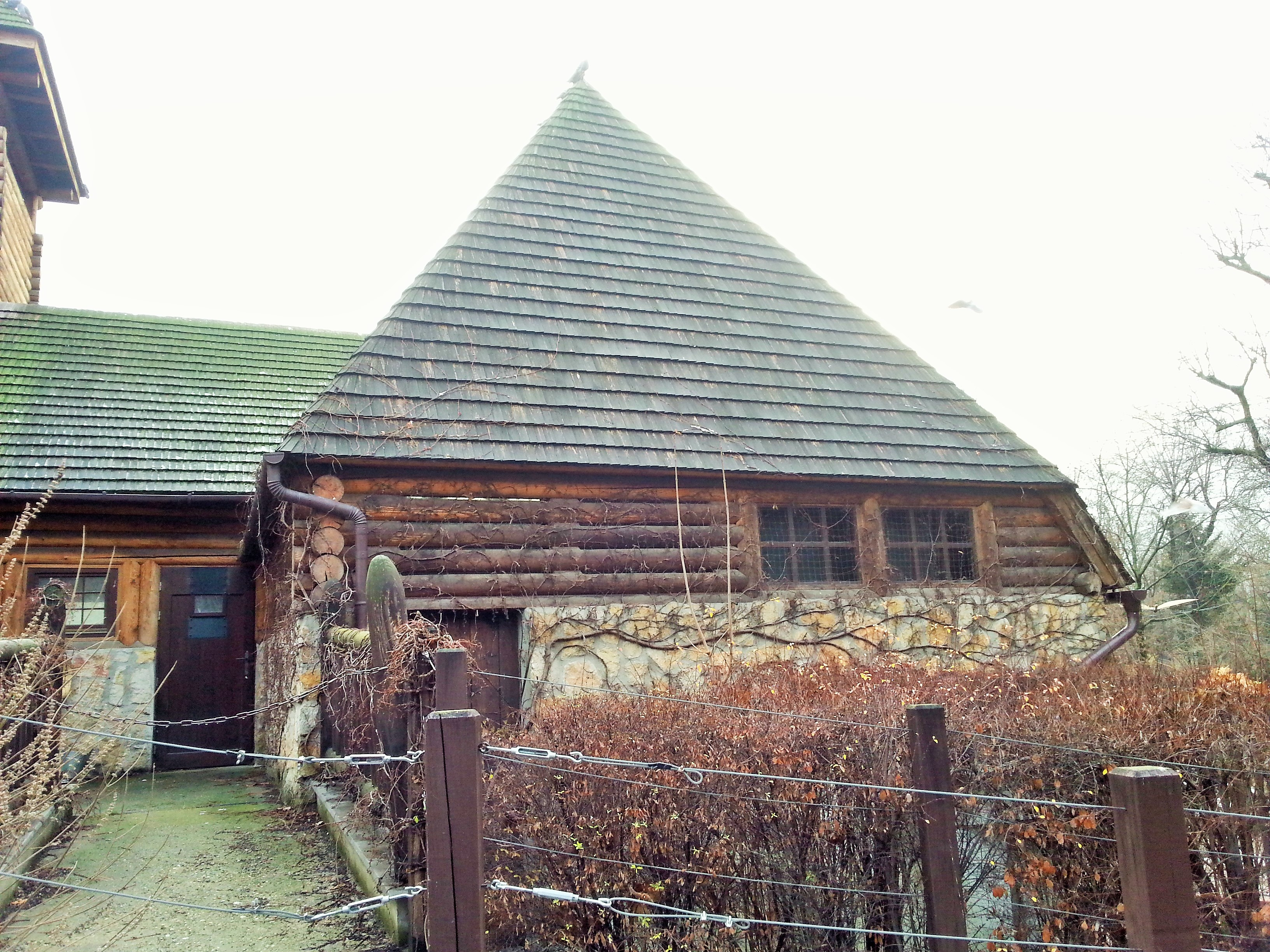
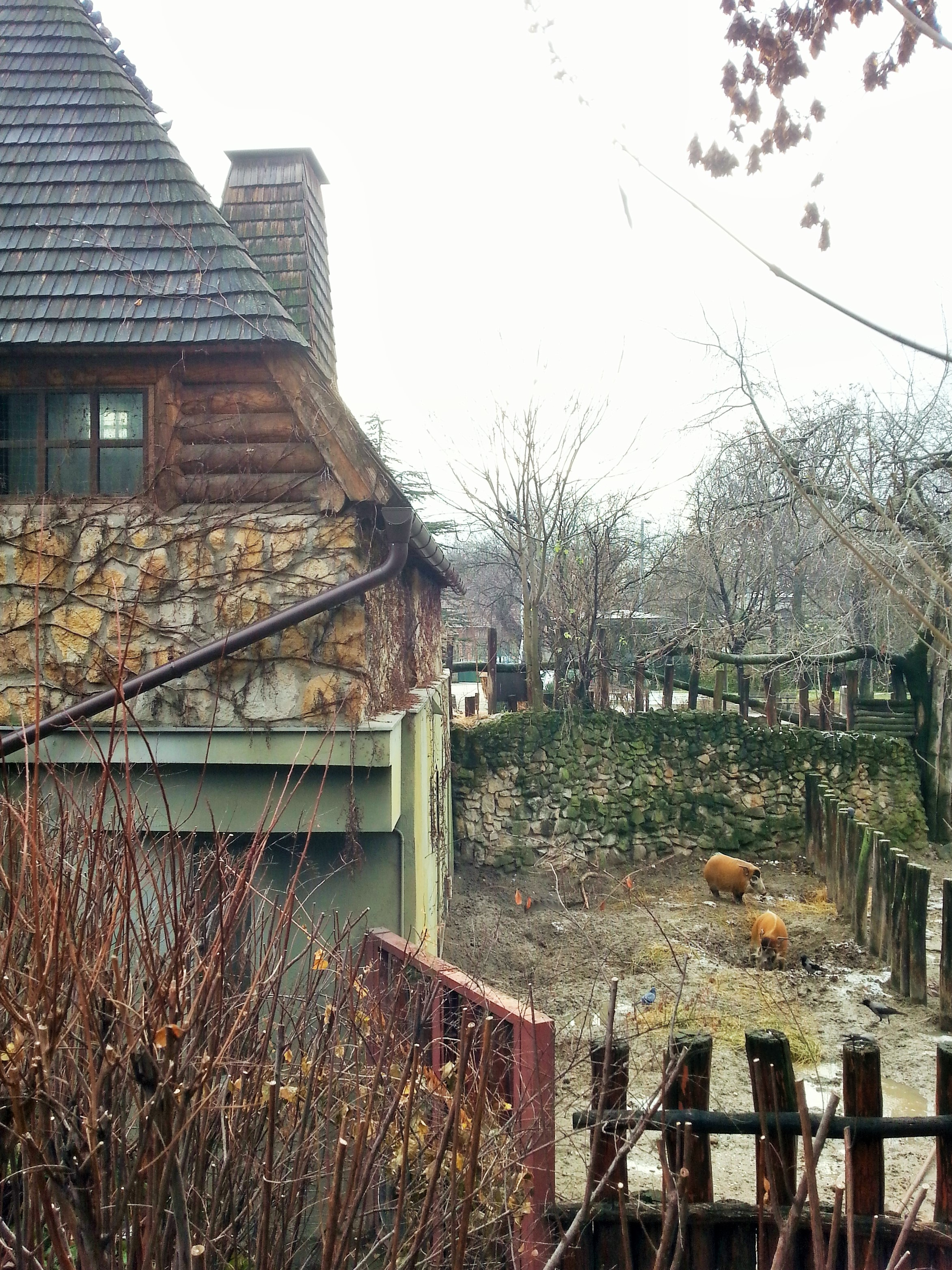

## Jellemzői
„A Bivalyház alapterülete 278 négyzetméter. a boronafalak 1100 folyóméter borovi  fenyőrönkből készült, amelyek közül a leghosszabbak 6,5 méteresek. Az épületet mintegy 15 ezer darab, dupla fedésben rakott fazsindely fedi.”